# بيلاياريا مينوتا
بيلاياريا مينوتا (بالإنجليزية: Pilularia minuta) هي نوع من السراخس ينتمي إلى فصيلة المارسيلية. تُعد من الأنواع قصيرة العمر، وتعتمد في دورة حياتها على الفيضانات الموسمية. رغم انتشارها الواسع في حوض البحر الأبيض المتوسط، تُصنف ضمن الأنواع المهددة بالانقراض بسبب تجزئة وتدهور مواطنها الطبيعية.

## الانتشار والموطن
تتمتع بيلاياريا مينوتا بتوزيع متجزّئ في حوض البحر الأبيض المتوسط، حيث تنتشر في الجزائر، وكرواتيا، وقبرص، وفرنسا بما في ذلك فرنسا القارية وكورسيكا، واليونان وخاصة جزر شرق بحر إيجة، وإيطاليا، وسردينيا، وصقلية، والمغرب، والبرتغال، وإسبانيا بما في ذلك شبه الجزيرة الإسبانية وجزر البليار، وتونس، وتركيا. تنمو هذه السرخس في البرك المؤقتة للمياه العذبة على ارتفاعات منخفضة، وتنتشر في مجموعة متنوعة من المواطن، مثل الغابات، والأراضي الشجرية المتوسطية المعروفة باسم الماتورال، وكذلك في المناطق الزراعية.

## البيئة
تُعد بيلاياريا مينوتا نباتًا برمائيًا سنويًا قصير العمر، يتطلب مستويات عالية من الإضاءة، ولا ينمو إلا على الركائز غير الكلسية. يبدأ نمو السيقان والأوراق خلال فترات الغمر بالماء، عادةً من أواخر فبراير حتى أوائل مارس، ثم تجف وتموت النبتة بين شهري مايو ويونيو. تتكوَّن الأبواغ بعد اكتمال نمو الأوراق في أثناء غمر النبتة بالماء، لكنها لا تصل إلى مرحلة النضج إلا بعد جفاف النبات. وتستطيع هذه الأبواغ تحمُّل فترات الجفاف، إلا أنها لا تنبت إلا عند تشبُّع الركيزة بالكامل بالماء.